# Пшибиславиці (Прошовицький повіт)
Пшибиславиці (пол. Przybysławice) — село в Польщі, у гміні Нове Бжесько Прошовицького повіту Малопольського воєводства.
Населення — 171 особа (2011).
У 1975-1998 роках село належало до Краківського воєводства.

## Демографія
Демографічна структура станом на 31 березня 2011 року:
|          | Загалом | Допрацездатний вік | Працездатний вік | Постпрацездатний вік |
| -------- | ------- | ------------------ | ---------------- | -------------------- |
| Чоловіки | 82      | 15                 | 54               | 13                   |
| Жінки    | 89      | 15                 | 56               | 18                   |
| Разом    | 171     | 30                 | 110              | 31                   |